# Museu de Cerâmica (Caldas da Rainha)
O Museu da Cerâmica localiza-se na Quinta Visconde de Sacavém, na freguesia de Nossa Senhora do Pópulo, cidade e município das Caldas da Rainha, região Oeste portuguesa. 

Criado oficialmente em 1983, o imóvel onde se encontra instalado foi mandado construir na década de 1890 pelo 2.º visconde de Sacavém, José Joaquim Pinto da Silva, coleccionador, ceramista e mecenas dos ceramistas caldenses. No recinto da Quinta, funcionou entre 1892 e 1896, o Atelier Cerâmico, dirigido pelo escultor austríaco Josef Füller.
O conjunto arquitetónico da Quinta, em estilo romântico revivalista, é constituído por um Palacete tardo-romântico, que abriga a exposição permanente, e por um edifício secundário onde se situam a sala de exposições temporárias, a loja, a olaria e o centro de documentação.
Os jardins da Quinta, de traçado romântico, constituem um conjunto evocativo do gosto do final do século XIX com as suas alamedas, canteiros, floreiras, lagos e um auditório ao ar livre.
O museu oferece exposições temporárias e oficinas de cerâmica abertas ao público.
A tutela do museu pertence à Museus e Monumentos de Portugal E.P.E.

## As colecções
As colecções do Museu são representativas de centros cerâmicos nacionais e estrangeiros, destacando-se na produção de Caldas da Rainha o núcleo de peças da autoria de Rafael Bordalo Pinheiro, um dos conjuntos mais representativos da produção do grande mestre caldense e que documenta a laboração da Fábrica de Faianças das Caldas da Rainha, entre 1884 e 1905.
Estão também integradas nestas colecções um núcleo de faianças da Fábrica do Rato (1767 - 1779), um núcleo de olaria tradicional, um núcleo de produção local de escultura e miniatura, e cerâmicas dos séculos XIX e XX, compreendendo um vasto conjunto de produções representativas dos principais centros cerâmicos portugueses e estrangeiros. O núcleo de cerâmica contemporânea de autor inclui, entre outros, peças de Artigas, Llorens Gardy, Júlio Pomar e painéis de azulejos e cerâmicas de Manuel Cargaleiro e de Cecília de Sousa.